# Mount Pleasant (New York)
Mount Pleasant est une ville du comté de Westchester, dans l'État de New York, aux États-Unis,. En 2020, elle compte une population de 44 436 habitants.

## Démographie
Lors du recensement de 2010, la ville comptait une population de 43 724 habitants, tandis qu'en 2020, elle s'élève à 44 436 habitants.